# Rotationsellipsoid
En rotationsellipsoide (også kaldet sfæroide eller omdrejningsellipsoide) er det omdrejningslegeme som opstår når en ellipse roterer rundt om sine akser. Således er legemet, som er en lukket og krum andengradsflade, et specialtilfælde af en ellipsoide hvor to af de tre akser er lige lange. Ordet sfæroide er sat sammen af ordene sfære (kugle) og ellipsoide og antyder således at en sfæroide er et legeme mellem en kugle og en ellipsoide.
Rotationsellipsoiden har form som en faldtrykt kugle, selv om en kugle i princippet også kan betragtes som en rotationsellipsoide. Formen og størrelsen af en rotationsellipsoide bestemmes af formen og størrelsen på dens tværsnit langs rotationsaksen, det vil sige af ellipsen som bruges til at frembringe den.
Mange himmellegemers form kan mere eller mindre nøjagtig anses at have formen af en rotationsellipsoide. Ofte har de form som flade sfæroider eller, hvis de roterer tilstrækkelig langsomt, kugler. For himmellegemer formuleres normalt den store halvakse {\displaystyle a} og Fladtryktheden {\displaystyle f}. Omdrejningslegemer bruges blandt andet som referenceflader i geodæsi. Målinger på den fysiske jordoverflade projiceres først til den valgte referenceellipsoide for derefter at blive overført til et kortplan ved en valgt kortprojektion. Jordens havoverflade kan betraktes som en tilnærmet rotationsellipsoide. Et eksempel på brug af dette er referencesystemet GRS80. Afstanden til en af polerne er ca. 21,4 km kortere en ækvatorradien på grund af jordens rotation. Nogle af måneerne i solsystemet ligner mere smalle og lange sfæroider: Saturns måner Mimas, Enceladus og Tethys samt Uranus' måne Miranda.